# Crepititermes verruculosus
Crepititermes verruculosus (лат.) — вид термитов, единственный в составе рода Crepititermes и подсемейства Crepititermitinae из семейства Termitidae. Южная Америка. В случае опасности рабочие жертвуют собой путем самоубийственного аутотизиса, который включает в себя разрыв верхней стороны брюшка.

## Описание
Мелкие термиты. На левой мандибуле имаго-рабочего отсутствует третий маргинальный зубец (LMt3). На правой мандибуле отсутствует второй маргинальный зубец (RMt2). Кишечник рабочих со слепым дивертикулом или цекумом на P3; мальпигиевы канальцы образуют две пары, прикрепленные по отдельности. Рабочие особи с субпрямоугольной головой, лабрумами с вогнутыми апикальными краями и острыми апиколатеральными краями, уплощенным лбом и симметричными щелкающими мандибулами. От других неотропических родов Termitinae имаго отличается следующей комбинацией признаков: поверхность головной капсулы вогнута в профиль, область фонтанеллы не вдавлена; постклипеус довольно плоский в профиль; правая мандибула с третьим краевым зубцом, очень редуцированным или отсутствующим (не видно); левая мандибула со вторым краевым зубцом, отсутствующим (не видно); глаза среднего размера; переднеспинка немного шире длины; задний край мезонотума и метанотума слегка выемчатый, а задние углы близки друг к другу; переднеспинка частично перекрывает основание передней пары крыльев.
Питаются гумусом. Рабочие Crepititermes используют механизм самоубийственного аутотизиса, который включает в себя разрыв верхней стороны брюшка, около соединения с грудью, чтобы обнажить липкую кишку для защиты колонии. У исследованных солдат и рабочих наблюдали, что их тело разрывается через слабую область между метанотумом и первым брюшным тергитом, что приводит к выпячиванию по крайней мере части кишки и грушевидного дивертикулума. Вопрос о том, выделяются ли химические вещества во время суицидального поведения автотизиса, остается гипотетическим, как и вопрос о том, участвует ли грушевидный дивертикул в защите или просто является местом для поселения микроорганизмов.
Crepititermes verruculosus был найден внутри гнезд (занятых или покинутых) апикотермитинов (Grigiotermes и неопознанные виды), насутитермитинов (Nasutitermes) и синтермитинов (Cornitermes, Embiratermes, Labiotermes, Silvestritermes, Syntermes), а также внутри упавших бревен. Тем не менее, некоторые полевые заметки от музейных образцов, хранящихся в Museu de Zoologia da Univ de São Paulo, Сан-Паулу, Бразилия) предполагают, что вид может строить небольшие «гнезда» среди корней, но неясно, являются ли эти места структурированными гнездами или только диффузными галереями среди корней. Роперо (2013) продемонстрировал поведение C. verruculosus в присутствии и отсутствии Cornitermes cumulans (Kollar).

## Распространение
Неотропический регион (Боливия, Бразилия, Эквадор, Французская Гвиана, Гайана, Парагвай, Перу и Тринидад и Тобаго).

## Классификация
Вид был впервые описан в 1925 году американским энтомологом Alfred Edwards Emerson (1896—1976) под названием Mirotermes (Crepititermes) verruculosus с выделением в подрод Crepititermes. В 1949 году подрод был повышен в статусе до отдельного рода Crepititermes. Род рассматривали в составе подсемейства Termitinae или родовой группе Termes. В 2024 году в ходе реклассификации современных групп термитов таксон был выделен в отдельное подсемейство Crepititermitinae Hellemans, Engel, & Bourguignon, 2024. Подсемейство Crepititermitinae рассматривается как сестринское к кладе Cylindrotermitinae + Protohamitermitinae.
- Crepititermitinae
  - Crepititermes Emerson, 1925[1]
    - Crepititermes verruculosus (Emerson, 1925) — Южная Америка
      - = Mirotermes verruculosus Emerson, 1925[1]